# Fecho de Kleene
Na lógica matemática e na ciência da computação, o fecho de Kleene, estrela de Kleene ou operador de Kleene, é uma operação unária aplicada a conjuntos. A aplicação do fecho de Kleene num conjunto V é escrito como V* (lê-se fecho de Kleene de V ou simplesmente V-estrela). É uma operação muito usada em expressões regulares, no contexto em que foi introduzida por Stephen Kleene para caracterizar certos tipos de autômatos.
1. Se V é uma linguagem, então V* é o menor superconjunto de V que contém ε (denominado cadeia vazia) e é fechado numa operação de concatenação. Esse conjunto também pode ser descrito como o conjunto de todos elementos que podem ser formados através da concatenação de zero ou mais elementos de V.
2. Se V é um alfabeto, então V* é o conjunto de todas as cadeias finitas de símbolos de V, incluindo a cadeia vazia.

## Definição e notação
Dado V0 = { ε } definimos recursivamente o conjunto Vi+1 = { wv : w ∈ Vi e  v ∈ V } onde i ≥ 0. Se V é uma linguagem formal, então Vi representa a concatenação do conjunto V com si mesmo i vezes. Em outras palavras, Vi representa o conjunto de todas as cadeias de tamanho i, formada pelos elementos em V.
Assim, a definição do fecho de Kleene sobre a linguagem formal V é
{\displaystyle V^{*}=\bigcup _{i\in \mathbb {N} \cup \{0\}}V_{i}=\left\{\varepsilon \right\}\cup V_{1}\cup V_{2}\cup V_{3}\cup \dots }
Isto é, é a coleção de todas as cadeias finitas geradas a partir dos elementos em V.
Na literatura, especialmente no que tange expressões regulares, é possível encontrar uma variação do fecho de Kleene que omite V0, denominada soma de Kleene[carece de fontes?]. A soma de Kleene sobre a linguagem formal V é
{\displaystyle V^{+}=V^{*}-\left\{\varepsilon \right\}=\bigcup _{i\in \mathbb {N} -\{0\}}V_{i}=V_{1}\cup V_{2}\cup V_{3}\cup \dots }

## Exemplos
Exemplos do fecho de Kleene aplicado a uma linguagem:
{\displaystyle \left\{{\mathsf {{\color {Blue}ab},{\color {Red}c}}}\right\}^{\star }=\left\{{\mathsf {\varepsilon ,{\color {Blue}ab},{\color {Red}c},{\color {Blue}abab},{\color {Blue}ab}{\color {Red}c},{\color {Red}c}{\color {Blue}ab},{\color {Red}cc},{\color {Blue}ababab},{\color {Blue}abab}{\color {Red}c},{\color {Blue}ab{\color {Red}c}ab},{\color {Blue}ab}{\color {Red}cc},{\color {Red}c}{\color {Blue}abab},{\color {Red}c{\color {Blue}ab}c},{\color {Red}cc}{\color {Blue}ab},{\color {Red}ccc},\cdots }}\right\}}
Exemplo do fecho de Kleene aplicado a um alfabeto:
{\displaystyle \left\{{\mathsf {{\color {Blue}a},{\color {YellowOrange}b},{\color {Red}c}}}\right\}^{\star }=\left\{{\mathsf {\varepsilon ,{\color {Blue}a},{\color {YellowOrange}b},{\color {Red}c},{\color {Blue}aa},{\color {Blue}a}{\color {YellowOrange}b},{\color {Blue}a}{\color {Red}c},{\color {YellowOrange}b}{\color {Blue}a},{\color {YellowOrange}bb},{\color {YellowOrange}b}{\color {Red}c},{\color {Red}c}{\color {Blue}a},{\color {Red}c}{\color {YellowOrange}b},{\color {Red}cc},\cdots }}\right\}}